# Peter Lynn Sinai
Peter Lynn Sinai fue un diplomático indio.
Peter Lynn Sinai fue hijo de una madre católica y funcionario del Mumbai Port Trust.
Fue alumno del en:St. Xavier's High School, Fort, en:Elphinstone College y del en:St. Stephen's College, Delhi.  
- En 1952 pasó el registró del en:National Cadet Corps (India).
- En 1954 alcanzó una Beca de la en:Rhodes Scholarship.
- En 1956 entró al Servicio Exterior de la India y cumple sus estudios en derecho con un en:Master of Arts (Oxbridge and Dublin)
- De 1958 a 1959 fue agregado en el departamento Protocolo del Minstry de Relaciones Exteriores en Nueva Delhi.
- De 1959 a 1961 fue secretario de embajada de tercera clase en Bagdad.
- En 1961 se le confió la apertura de la Misión de la India en Kuwait.
- En 1962 fue designado Subsecretario del Personal.
- Eb 1963  fue secretario de embajada de primera clase Bonn.
- De 1966 a 1969 fue secretario de embajada de primera clase en la Alta Comisión en Colombo.
- De 1969 a 1971 fue subsecretario del departamento del Sur, en Nueva Delhi.
- De 1971 a 1972 participó en la formación de la división Bangladesh en el Minsitry de Asuntos Exteriores
- De 1973 a 1977 fue Encargado de negocios en Moscú.
- De 1977 a 1978 fue Jefe de Protocolo.
- En 1979  fue Presidente del Grupo de los becarios de la Universidad de Harvard.
- De 1979 a 1983 fue embajador en Bagdad.
- De 1983 a 1986 fue Encargado de negocios en Washington, D C.
- De 1987 a 1988 fue Secretario Especial en Nueva Delhi.
- De 1989 a 1991 fue embajador en Viena y fue acreditado como representante permanente del gobierno de la India ante las organismos de las Naciones Unidas en Viena como:

Organización de las Naciones Unidas para el Desarrollo Industrial y Organismo Internacional de Energía Atómica.